# Amtsgericht Abensberg
Das Amtsgericht Abensberg war ein von 1879 bis 1973 bestehendes Amtsgericht in Abensberg in Bayern.

## Geschichte
Vor 1802 war Abensberg Sitz eines Pflegamts und gehörte zum Rentamt Straubing des Kurfürstentums Bayern. Abensberg besaß auch ein Stadtgericht mit magistratischen Eigenrechten. Ab 1808 wurde das Landgericht Abensberg dem Regenkreis zugeordnet. 1838 kamen die Landgerichte Abensberg und Kelheim zu Niederbayern, das bis dahin Unterdonaukreis hieß. Am 8. August 1857 wurden 17 südliche Gemeinden dem Landgericht Mainburg zugeordnet. Im Jahre 1862 gingen die Reste des Landgerichts Abensberg im Bezirksamt Rottenburg auf. Die verbleibenden Rechtspflegeeinrichtungen in Abensberg behielten zunächst die Bezeichnung Landgericht. Als Eingangsinstanz der niederen Gerichtsbarkeit wurden die bisherigen Landgerichte 1879 durch das Gerichtsverfassungsgesetz reichseinheitlich in Amtsgericht umbenannt. 